# Caacrinolas

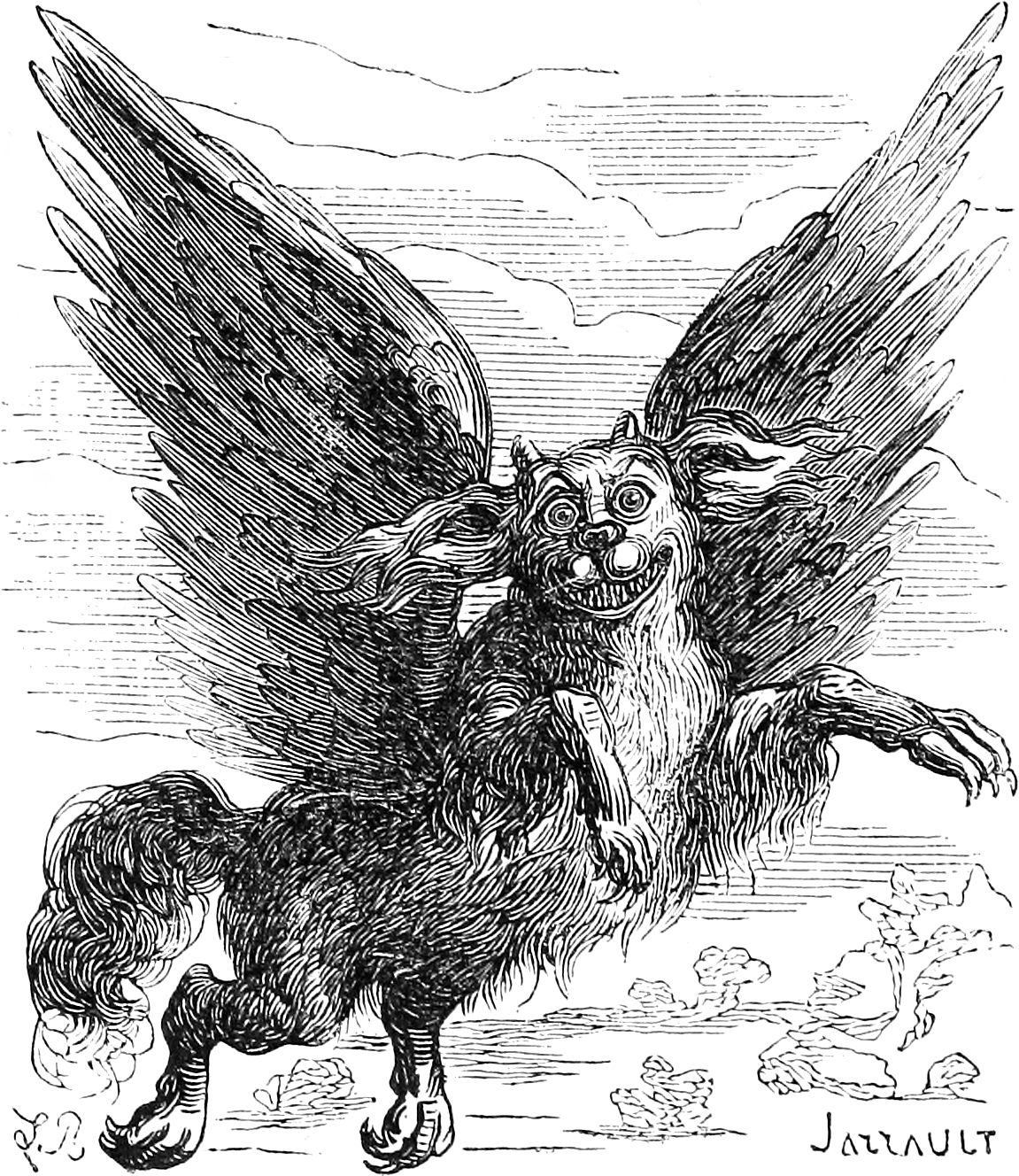
Grabado de Caacrinolaas en el Diccionario infernal

Caacrinolas es un personaje perteneciente a la demonología, también aparecen recogidas las denominaciones «Caacrinolaas», «Caasimolar», «Glassialabolas», «Glacialabolas» «Caasimola», «Bassimolar Glasya», «Glassia-labolis» o «Glasya Labolas».
En el Diccionario infernal de Collin de Plancy es descrito como un gran presidente de los infiernos, con forma de perro y dos alas de grifo. Ofrecería el conocimiento de las artes liberales, así como inspiraría los homicidios y tendría el poder de hacer invisible al hombre, además de «presagiar muy bien lo futuro». Le obedecerían treinta y seis legiones. En el Grand Grimoire aparece como «Classyalabolas» y sería una especie de sargento que a veces sirve como montura a Naberus. Según otras fuentes también es considerado un earl del Infierno. La llave menor de Salomón habría afirmado que Caacrinolas incita al derramamiento de sangre y es el autor de todos los homicidios, también enseñaría cosas del pasado y las que están por venir y tendría la capacidad de hacer nacer el amor entre amigos y enemigos..